# Batman: The Dark Knight Returns
Batman: The Dark Knight Returns es una miniserie de historietas estadounidense de cuatro números de Batman, publicada entre febrero y junio de 1986 por DC Comics. Fue escrita e ilustrada por Frank Miller, entintada por Klaus Janson y coloreada por Lynn Varley. La historieta es considerada la más importante de Batman publicada en los últimos años. La trama, que transcurre durante una ucrónica década de 1980, narra la vuelta de un Batman quincuagenario a la actividad «para una última limpieza de su amada ciudad de Gotham, convirtiéndose definitivamente en leyenda».
La obra encumbró a Miller como estrella del cómic en los Estados Unidos y supuso una revolución en el subgénero de los superhéroes junto con Watchmen, de Alan Moore, convirtiéndose en símbolo de una era de superhéroes más violentos y moralmente complejos. Ambas fueron el origen de una de las dos vías de la novela gráfica contemporánea, la superheroica y comercial, frente a la independiente y autobiográfica, representada por Maus: Relato de un superviviente.

Años después, Miller realizó una secuela, Batman: The Dark Knight Strikes Again (El señor de la noche contraataca, 2002), que no tuvo el éxito ni la repercusión del original.

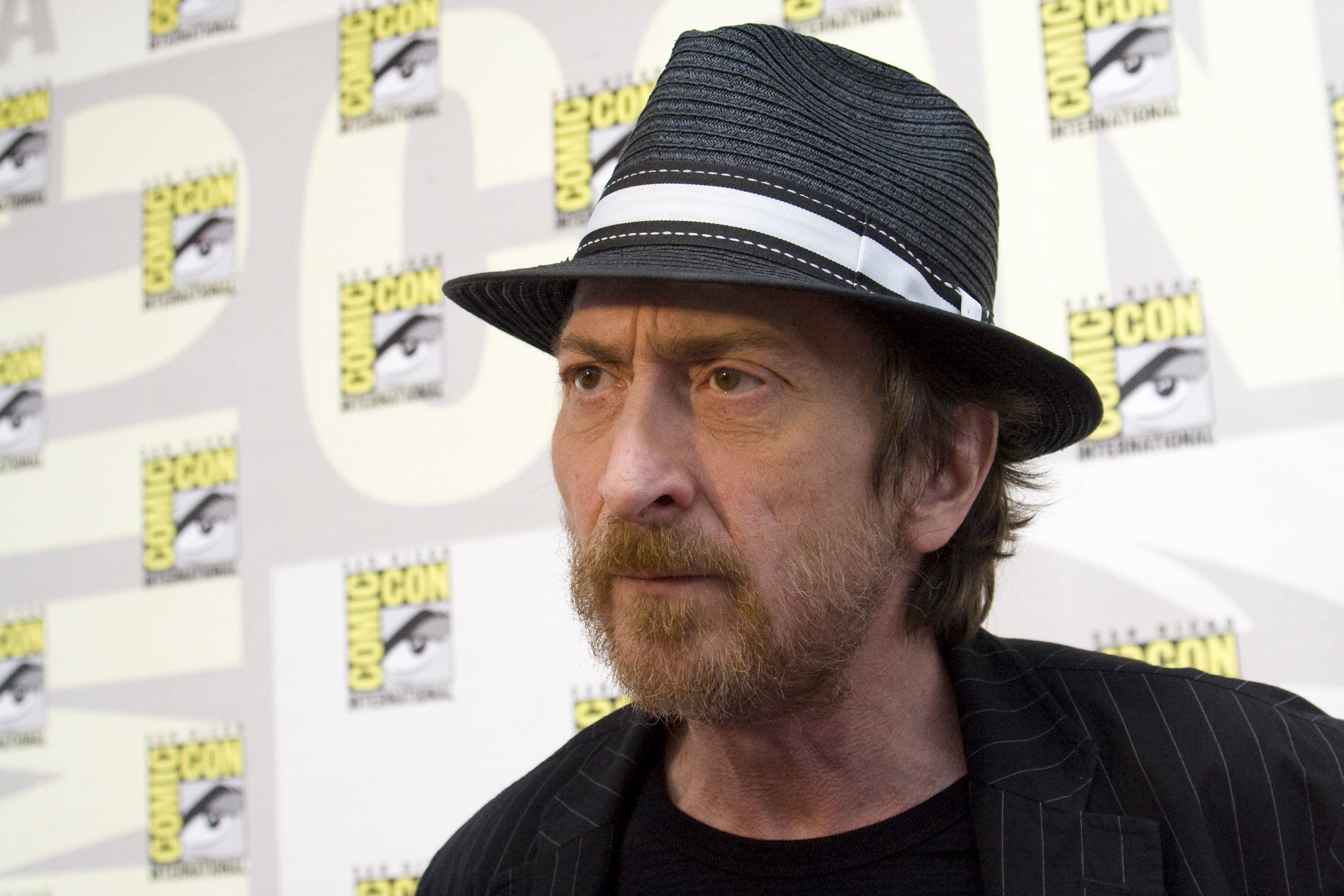
Frank Miller, guionista y dibujante de The Dark Knight Returns.

## Resumen

### El regreso del Caballero Oscuro
El primer libro, llamado El regreso del Caballero Oscuro, al igual que la recopilación de los cuatro tomos, narra cómo han pasado 10 años desde que Bruce Wayne, viejo y cansado, decidió retirarse de su vida de superhéroe (particularmente, por la muerte de su antiguo pupilo Jason Todd). Como parte de sus nuevos hobbies, Wayne se convierte en un alcohólico al que le gusta participar en peligrosas carreras de autos como diversión. Al inicio de la historia, se puede ver a Bruce financiando la reconstrucción facial de Harvey Dent/Dos Caras (Two Face) con la esperanza de "vencer a sus demonios". A la larga, Bruce comienza a ser perseguido por sus viejas pesadillas (su caída a la cueva y la muerte de sus padres) al estar viendo en su casa una película de El Zorro (la película que lo llevaron a ver sus padres la noche en la que fueron asesinados) y ver en los noticieros que el crimen en Gotham está peor que nunca. Tras todas estas señales que vuelven a despertar su obsesión, y justo en el preciso momento en que empieza una tormenta en Gotham City, Wayne recoge de nuevo el manto de Batman. Tras una breve noche en la que Batman vuelve a causar revuelo entre los incrédulos ciudadanos de Gotham, Harvey Dent vuelve a recaer en su doble identidad de Dos Caras, al cubrirse la cabeza con los vendajes que tenía antes de ser rehabilitado, y Batman se ve obligado a enfrentarse a él una última vez.

### El triunfo del Señor de la Noche
En el segundo libro de la miniserie, Batman: El triunfo del Señor de la Noche, Batman se enfrenta a una peligrosa banda juvenil que había estado asediando Gotham desde hace años conocida como "Los Mutantes". En el primer enfrentamiento contra su líder, Batman pierde la batalla quedando en peligro de muerte. Sobrevive gracias a Carrie Kelley, una adolescente que termina trabajando junto a él como Robin, pese a las críticas de Alfred. Luego de que el líder de Los Mutantes asesina horriblemente a un miedoso alcalde de Gotham, el comisario Gordon, con ayuda de Batman y Robin, lo libera. El líder, que escapa por una tubería de desagüe, es emboscado por Batman para tener un segundo duelo en el fango. Batman lo derrota y Los Mutantes terminan dividiéndose en dos grupos: Mutantes e Hijos de Batman.

### A la caza del Señor de la Noche
En el tercer libro, Batman: A la caza del Señor de la Noche, Gordon es obligado a renunciar debido a que mató a un mutante que intentó asaltarlo. El comisario (de 70 años en los libros) es sustituido por Ellen Yindel, una feroz crítica de Batman dispuesta a capturarlo a toda costa. Mientras tanto, el Joker, tras haberse enterado de la noticia del regreso de Batman, despierta de un estado catatónico de 10 años y convence a su psiquiatra, Bartholomew Wolper (otro fiero crítico de Batman, quien cree que la recaída de Dent y el estado catatónico del Joker son por culpa del vigilante) de presentarlo al público como un hombre curado. Wolper accede y termina introduciéndole en el Show Vespertino de David Endochrine (una parodia de David Letterman). Tras ser "insultado" por Endochrine, por haberles mentido a todos con la cantidad de muertos en su vida, el Joker aparentemente a modo de broma le dice a Endochrine que matará a todos en la sala.
Mientras tanto, Batman y Robin tratan de llegar lo más rápido posible al show antes de que ocurra un desastre, a la vez que son perseguidos por la policía por el asesinato de un general de los Estados Unidos (quien se suicidó debido a un cargo de conciencia al admitir que le estuvo vendiendo armas a los Mutantes). A la larga, los dos héroes llegan tarde y descubren que todos en el show, incluidos el propio Endochrine y el Dr. Wolper, fueron asesinados con el gas hilarante del Joker. Batman y Robin siguen al villano a un parque de diversiones donde mata a un grupo de boyscouts (Cub Scouts en la versión en inglés) y ordena a su cómplice plantar una bomba en la montaña rusa. Finalmente, Batman consigue acorralar al Joker y ambos se enzarzan en un último combate a muerte. Pese a que el supervillano consigue apuñalarle varias veces en el abdomen, el justiciero logra romperle el cuello hasta dejarlo paralizado, siendo incapaz de asesinarle. Ante esto, el Joker hace uso de las fuerzas que le quedan para romperse a sí mismo el cuello y que Batman sea acusado de homicidio. Mientras tanto, las fuerzas policiales al mando de la comisaria Yindel comienzan a perseguir a Batman por los cargos de homicidio y poner en riesgo a menores.

### La caída del Señor de la Noche

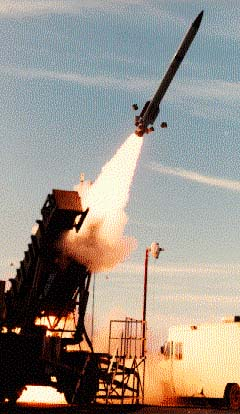
La Guerra Fría es uno de los temas que aparecen en el cómic.

En este cuarto y último tomo se aborda el destino final de Batman en medio de una serie de eventos imaginarios localizados durante la Guerra Fría. Este capítulo inicia en donde terminó el tercero, en la cueva donde Batman peleó contra el Joker por última vez.
Herido y frustrado por la última jugarreta del supervillano, Batman huye del lugar junto con Robin. Mientras tanto, Superman (a quién se le menciona solamente como "el hombre de acero") se encuentra peleando en nombre del gobierno de los Estados Unidos contra las fuerzas soviéticas que ocupan la ficticia isla de "Corto Maltés", ubicada en Sudamérica. El Hombre de Acero vence sin problemas a las fuerzas de la URSS y emprende el regreso a casa. De repente, los rusos lanzan un misil nuclear con rumbo a la isla. Superman hace todo lo posible por detenerlo o al menos desviarlo, y al final consigue llevarlo a un desierto cercano. Una vez que el Hijo de Krypton suelta el misil, intenta huir del lugar, pero se ve atrapado en la explosión.
En EE. UU. el caos se inicia en todas partes. La explosión nuclear ha desactivado todo objeto mecánico o electrónico sumiendo al país en un pánico general. Gotham no es la excepción. La gente empieza a saquear, a correr para salvarse o para ayudar a los miles de heridos víctimas de la explosión provocada por un avión contra un rascacielos. Batman se lleva a Robin a los establos de su mansión y saca todos los caballos de ahí. En los basureros de Gotham, el antiguo escondite de los desaparecidos mutantes, los Hijos de Batman están reunidos con antorchas, palos y varias armas de fuego, listos para asolar Gotham City. En ese momento, se presenta Batman junto con Robin y los caballos que sacaron del establo y les persuade de no asolar Gotham ni de usar armas de fuego. Y al grito de Batman de: "Esta noche yo soy la Ley. ¡¡Monten!!" los HDB van a liberar al resto de los mutantes y hacerlos seguir a Batman para acabar con el caos en la ciudad.
El gobierno de EE. UU., encabezado por un Ronald Reagan de apariencia momificada, furioso por la influencia del vigilante en Gotham, decide tomar el asunto en sus propias manos y declara al Caballero de la Noche como proscrito de la nación. En tanto, Superman reaparece de entre el cristal chamuscado de lo que alguna vez fue el desierto. Está en los huesos, no es más que un muerto viviente. Intenta levantar el vuelo pero lo alcanza un rayo de una tormenta magnética y cae en una jungla en Sudamérica. Superman intenta subir a través del cráter de donde cayó y toca una flor. Toda la energía solar, almacenada en las plantas por la fotosíntesis, se transfiere a Superman, devolviéndole su estado normal. Una vez recuperado, Superman levanta el vuelo rumbo a Gotham.
En la mansión Wayne, Bruce observa como Gotham ha recuperado la calma, pero está consciente que un enfrentamiento contra Superman es inminente. Por ello, le pide ayuda a Oliver Queen, quién alguna vez fue Green Arrow, para ayudarle en el momento del combate. Reagan ordena a Superman encargarse como sea de Batman. El Hombre Murciélago, ayudado por Alfred y Robin, se prepara para la llamada "Batalla del Siglo". En la nieve afuera de su mansión, un rayo de calor escribe en grandes letras: "¿DÓNDE?" y Wayne susurra al viento: "En Crime Alley". En las noticias se empieza a escuchar que las tropas estadounidenses están acordonando toda la zona alrededor de Crime Alley -el lugar donde los padres de Bruce Wayne fueron asesinados- y se habla de un inminente enfrentamiento entre Superman y Batman. Wayne da instrucciones a Alfred de empezar a destruir todo lo que lo conecte a él y finalmente abandona la mansión.
Faltan 20 minutos para la medianoche. Varios helicópteros, con Superman a la cabeza, sobrevuelan el área buscando señales del hombre murciélago. De repente salen varios misiles con dirección al Hombre de Acero, quién los destruye sin ningún problema. Después de un breve encuentro con el batmóvil conducido por Robin, Superman y Batman finalmente se encuentran. Batman lo debilita con una pistola ultrasónica y Superman cae al suelo. El Caballero de la Noche enciende su traje y le propina un puñetazo a Superman. La pelea es breve pero feroz. Superman le quita el casco a Batman y le rompe un par de costillas, pero éste derrota a Superman con ayuda de Green Arrow, quien le dispara una flecha con kryptonita al Hijo de Krypton, dejándolo sin poderes ni resistencia. Mientras ahoga a Superman, Wayne le dice:

"Quiero que recuerdes esto... mantente fuera de mi camino... en todos los años por venir, en tus momentos más privados... recordarás que yo fui el único hombre que te venció".

Súbitamente, Wayne sufre un ataque al corazón y cae muerto en brazos de Superman. En otra parte de la ciudad, Alfred mira como la Mansión Wayne arde en llamas y sufre un infarto, cayendo muerto en la nieve. Las noticias se empiezan a disparar por todo el país: Bruce Wayne era Batman, toda la fortuna Wayne desapareció en donaciones (según el testamento de Bruce Wayne), no hay rastro alguno de información que revele sus actividades como Batman, etc.
La historia concluye con el funeral de Bruce Wayne y sus muchos asistentes, entre ellos Clark Kent, Ellen Yindel, James Gordon y una avejentada Selina Kyle (antes conocida como Catwoman). Cuando todos se retiran, el corazón de Wayne sorpresivamente vuelve a latir. Clark se da cuenta del engaño preparado por Batman para poder desaparecer del ojo público, le guiña un ojo a Carrie Kelly y se va. A varios metros bajo tierra, Bruce Wayne está recuperado y dando instrucciones a sus nuevos pupilos ex-Mutantes. El Caballero de la Noche vive para seguir luchando.

## Críticas
En palabras de Lorenzo Díaz: 

Una rígida estructura de dieciséis viñetas encuadra una espléndida narración de carácter épico y fuerte tensión narrativa, que disecciona al personaje y la sociedad tendenciosamente corrupta y que le obliga a salir de su retiro.

## Homenajes y parodias
- Una parodia se realizó en Los Tiny Toons en el segmento "Bat's All Folks" donde el Pato Plucky se convierte en el Batduck. La parodia es representada junto a otras, como el Batman de Bob Kane y el de la serie de los 60. Otra parodia del mismo segmento muestra la Batseñal en un edificio mientras unos ladrones charlan.
- Hay una referencia en un episodio de Las nuevas aventuras de Batman, titulado Legends Of The Dark Knight, donde tres niños (entre ellos Carrie Kelly) relatan historias sobre Batman. Carrie cuenta su "visión" de Batman, inspirada en el segundo tomo de la miniserie.
- Se hace una parodia en Batman: The Brave and the Bold, en el episodio Legends of The Dark Mite, donde Batmito quiere cambiar el traje de Batman y entre esos cambios, lo transforma en el Batman de esta miniserie, argumentando: "muy psicopático".
- Un cortometraje de YouTube, realizado por la compañía Reticom Films y llamado "Blood and Mud", muestra el regreso de Batman a las calles y el enfrentamiento entre este y el Líder Mutante en el barro.
- La serie Batman del futuro nos muestra una versión diferente (pero muy similar) a la de este cómic. La trama es sobre un joven llamado Terry McGinnis, a quien tras descubrir la Batcueva y al ser su padre asesinado, Bruce Wayne lo deja ser Batman. Así como en el cómic Batman se retira por la muerte de Jason Todd a manos del Joker, en la continuidad de "Batman Beyond" Bruce se retira por un trágico accidente que dejó gravemente traumatizado a Tim Drake; acabando con la vida del Joker y Harley Quinn; y dejando graves secuelas en la Bat-familia. El diseño del viejo Bruce Wayne en la serie está claramente inspirado en "El Señor de la Noche regresa".
- La película Batman de Tim Burton se inspiró en el tercer libro de la serie, más que nada en su clímax, donde Batman y el Joker se enfrentan en un combate a muerte tras haber ocasionado una masacre en un espectáculo al aire libre.
- La película Batman Forever hace un guiño a los recuerdos de Bruce en el cómic, sobre como cayó y descubrió la cueva con los murciélagos, donde un atormentado Bruce recuerda como encontró la cueva por primera vez siendo un niño. Incluye una escena eliminada en la que un noticiero habla sobre la mala influencia de Batman en la ciudad, tras haber destruido la construcción del subterráneo en su batalla con Dos Caras. Otra referencia al cómic es la primera pelea entre Batman y Dos Caras, en la cual Batman sigue al villano en un helicóptero mientras es arrastrado por este.
- De igual manera que en Batman Forever, el filme Batman Begins incluye un homenaje al descubrimiento de la cueva por parte de Bruce, siendo aún niño, aunque esta vez, respetando más el contexto en el que se desarrolló la escena.
- La película The Dark Knight es otro homenaje al clímax del enfrentamiento entre Batman y el Joker, sólo que a diferencia del cómic y la película de Burton, el Joker no muere y solo es arrestado por el equipo S.W.A.T. Sin embargo, se hace un homenaje al discurso del Joker previo a su suicidio, sobre cómo ha volteado el juego para Batman y burlado las creencias del héroe.
- En la película The Dark Knight Rises también se hacen muchas referencias a este cómic, como el hecho de que Bruce Wayne regresa al manto de Batman después de casi una década, la primera batalla con simple fuerza bruta contra el musculoso Bane y la segunda con una planificada estrategia, la reacción de los policías y de la televisión ante el regreso de Batman, o el hecho de simular su propia muerte.
- En la película Batman v Superman: Dawn of Justice ambos héroes se enfrentan de un modo similar al que lo hacen en esta historia. Al igual que en la novela, se muestra cómo Bruce descubre la Baticueva. Además, tanto el traje de Batman como la armadura que usa para luchar contra Superman son particularmente idénticos a los usados por Bruce Wayne en la novela.

## Ediciones en español
Se ha traducido al español con tres nombres distintos: Batman: El regreso del Señor de la Noche (Editorial Zinco), Batman: El regreso del Caballero Oscuro (Editorial Forum) y Batman: El regreso del Caballero Nocturno (Editorial Vid).

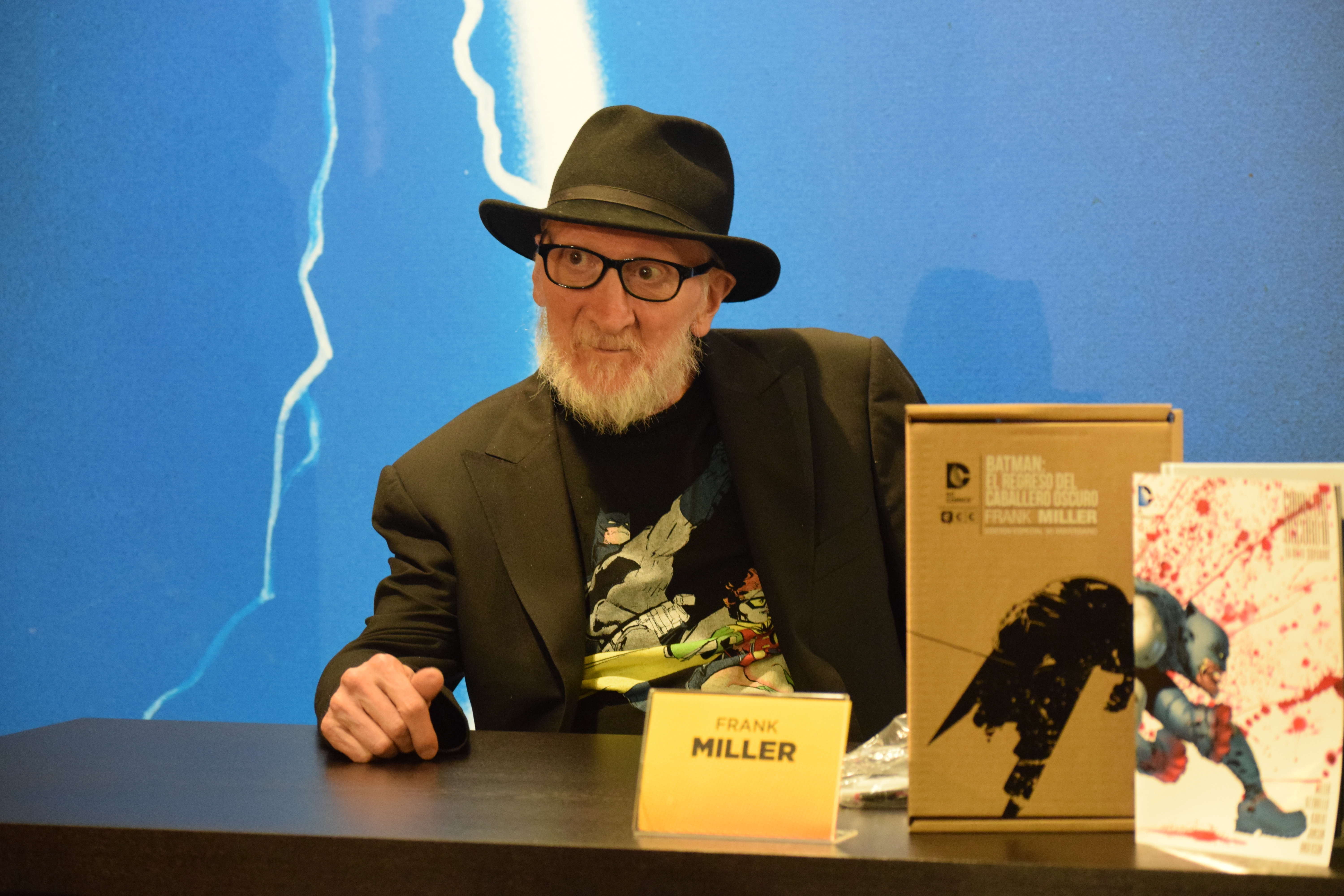
Frank Miller en la edición del 2016 del Salón Internacional del Cómic de Barcelona.

En el 2003, Norma Editorial lo publicó con el título El regreso del Señor de la Noche como novela gráfica de tapa dura, y Planeta de Agostini lo volvió a publicar en el 2006 en una edición de lujo con gran cantidad de material extra y con el título El regreso del Caballero Oscuro. En el 2012, la editorial chilena Unlimited Editorial, publicó en dos números de 96 páginas la novela gráfica de Batman completa. Es la primera editorial chilena que publica la historia con la misma calidad que la versión estadounidense. (Las copias de Unlimited son de tapa blanda y están rotuladas bajo "edición de colección", siendo esta la segunda, después de La broma asesina de Alan Moore publicada en el 2011).

## Película
Warner Bros. Animation adaptó el cómic en dos películas animadas: Batman The Dark Knight Returns: Part 1 (2012) y Batman The Dark Knight Returns: Part 2 (2013), resultando una adaptación muy fiel al cómic original. La voz de Batman/Bruce Wayne fue realizada por el actor Peter Weller (conocido por Robocop).